# タトラT3R.PV
タトラT3R.PVは、チェコやスロバキアなど世界各国の路面電車で使用されている電車の1形式。チェコスロバキア時代に製造された路面電車車両・タトラT3の台車や一部機器と新造車体・電気機器を組み合わせた車両である。この項目では、電気機器が異なるタトラT3R.EVも併せて解説する。

## 概要
1960年にプラハ市電に導入された試作車を皮切りに東側諸国へ向けて大量生産が行われた路面電車車両・タトラT3は、1970年代後半以降車体の修繕や制御装置の交換などの近代化工事が各地で実施されている。特にチェコやスロバキア（旧：チェコスロバキア）のタトラT3は2001年以降路面電車車両の製造・更新事業を展開するコンソーシアムであるアライアンスTW（Aliance TW team）によって多数の近代化工事が行われているが、その中で老朽化した車体をアライアンスTW製の「VerCB3」に載せ替えた車両は「T3R.PV」もしくは「T3R.EV」と呼ばれる。
「VerCB3」はアライアンスTWがタトラT3を基に開発した片運転台の高床車体で、前面の大型行先表示装置や左側面の通風孔の有無など一部の差異を除きT3と同じ外見を有するが、顧客からの要望に応じて前面形状や内装、防錆用プライマー塗料の使用など様々な変更に対応している。特にチェコのオストラヴァ市電で2004年から営業運転を開始したT3R.EVはフランティシェク・ペリカーンが手掛けた新設計の前面形状を有しており、アライアンスTWで新造された部分超低床電車にもこのデザインが受け継がれている。運転方法についてはT3の足踏みペダルから制御用ハンドルを用いた方式へと変更されている。
形式の違いは電気機器の差異によるものであり、T3R.PVにはIGBT素子を用いた電機子チョッパ制御方式の「TVプログレス」（TV Progress）が用いられる一方、超低床付随車のVV60LFと連結運転を行う事を前提としたT3R.EVには、出力が増大したかご形三相誘導電動機を有するVVVFインバータ制御方式の「TVユーロパルス」（TV Europulse）が搭載されている。両形式とも電気機器の製造はセゲレック（Cegelec）が手掛ける。

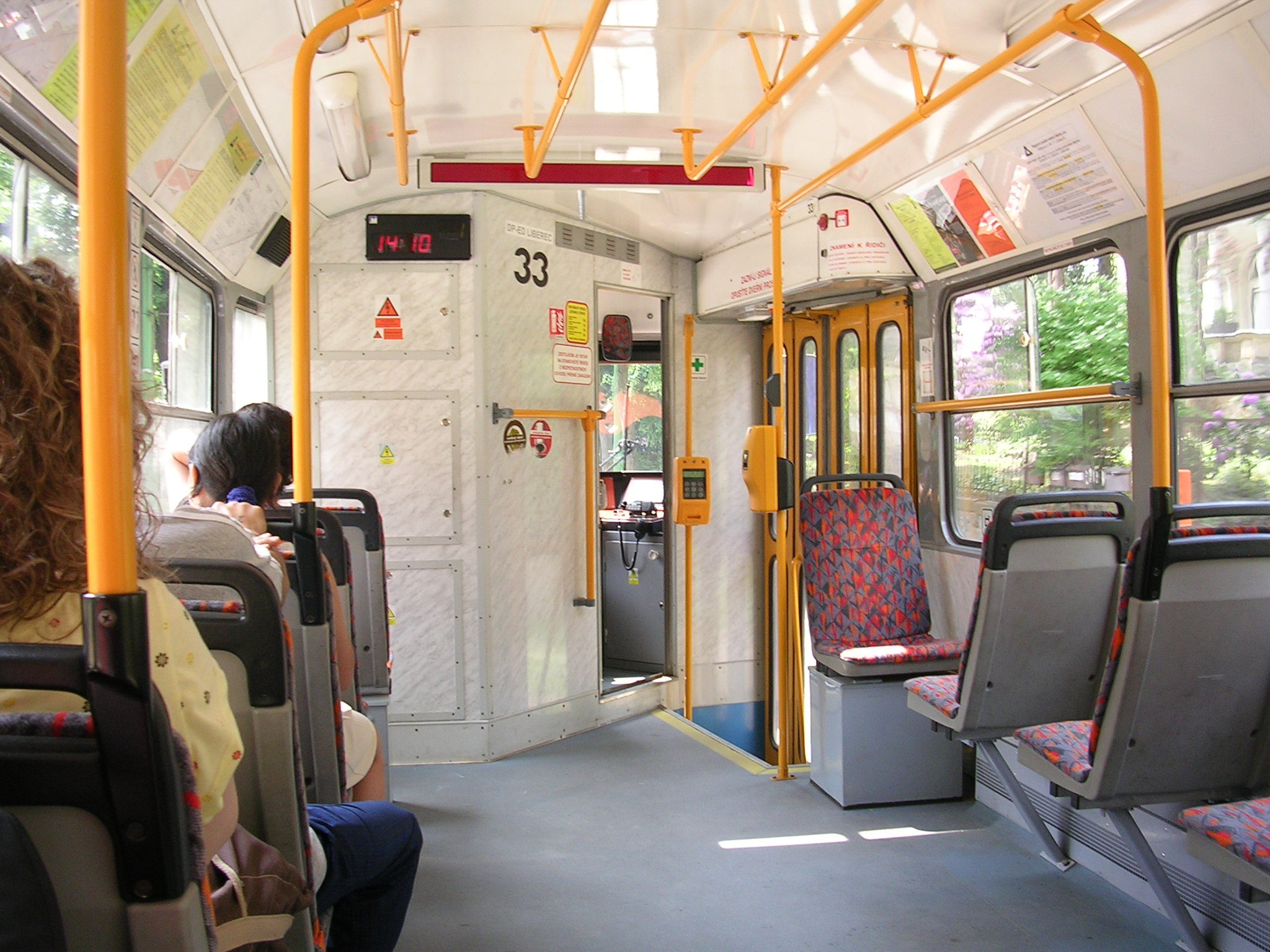
車内（T3R.PV、リベレツ）
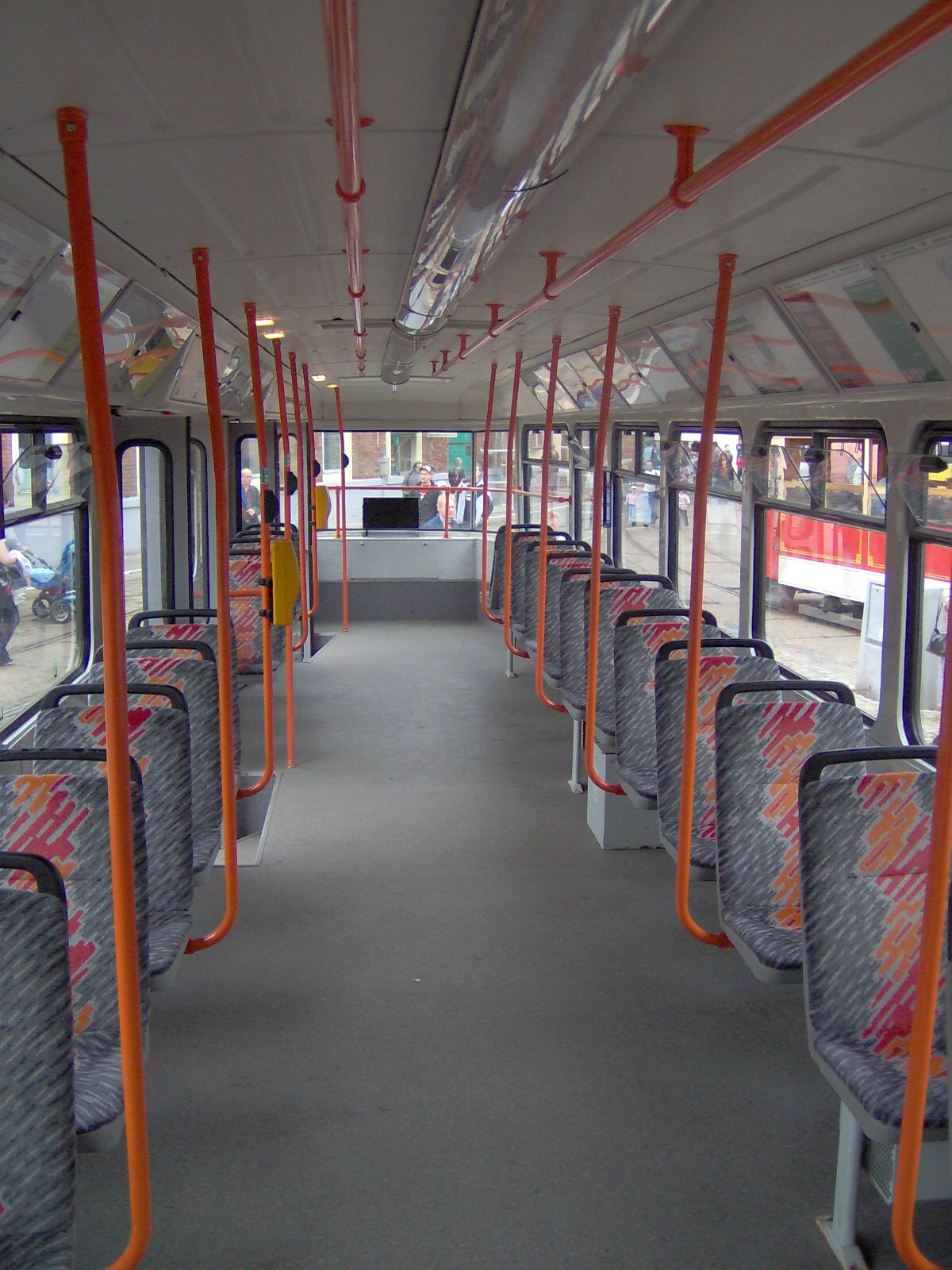
車内（T3R.EV、ブルノ）
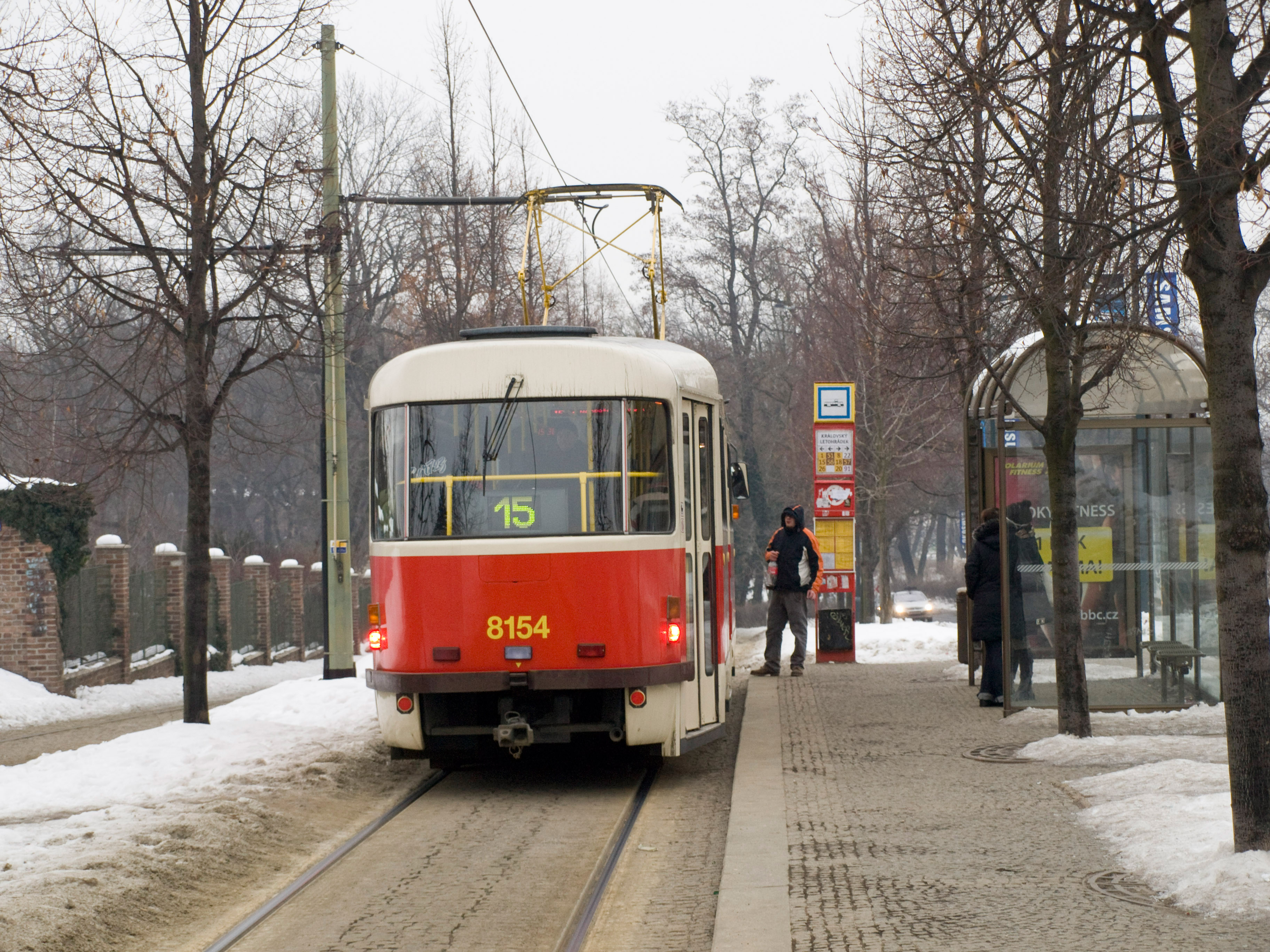
後方には運転台が存在しない（T3R.PV、プラハ）
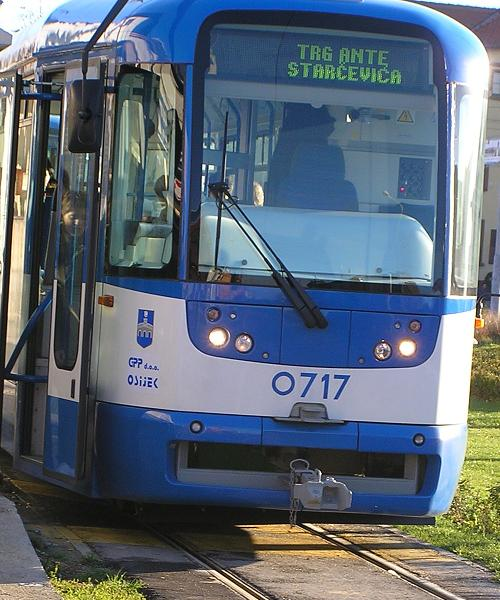
新設計の前面デザイン（T3R.PV、オシエク）

## 運用・導入都市
2002年にT3R.EVの試作車が製造された後、2003年以降両形式の量産が始まり、2020年の時点でT3R.PVが83両、T3R.EVが5両作られている。T3R.PVがチェコやスロバキアのみならずクロアチア、ロシア連邦にも導入されている一方、T3R.EVは牽引するVV60LFの故障が多発した事や増備計画が部分超低床電車のヴァリオLFへ移行した事により少数の製造に留まっている。以下の表は、両形式を導入した都市や事業者を示したものである他、備考欄の「新デザイン」はフランティシェク・ペリカーンが手掛けた新設計の全面形状の事である。
| 形式   | 導入国     | 都市                                    | 導入両数 | 備考                                            |
| ------ | ---------- | --------------------------------------- | -------- | ----------------------------------------------- |
| T3R.PV | チェコ     | プラハ (プラハ市電)                     | 35両     | [ 4 ]                                           |
| T3R.PV | チェコ     | リベレツ (リベレツ市電)                 | 12両     |                                                 |
| T3R.PV | チェコ     | ブルノ (ブルノ市電)                     | 10両     |                                                 |
| T3R.PV | チェコ     | プルゼニ (プルゼニ市電)                 | 2両      |                                                 |
| T3R.PV | スロバキア | ブラチスラヴァ (ブラチスラヴァ市電)     | 5両      |                                                 |
| T3R.PV | クロアチア | オシエク (オシエク市電)                 | 17両     | 前面形状は新デザインを採用                      |
| T3R.PV | ロシア連邦 | ヴォルゴグラード (ヴォルゴグラード市電) | 2両      | 前面形状は新デザインを採用                      |
| T3R.EV | チェコ     | ブルノ (ブルノ市電)                     | 4両      |                                                 |
| T3R.EV | チェコ     | オストラヴァ (オストラヴァ市電)         | 1両      | 前面形状は新デザインを採用 事業用車両へ改造予定 |

## ギャラリー

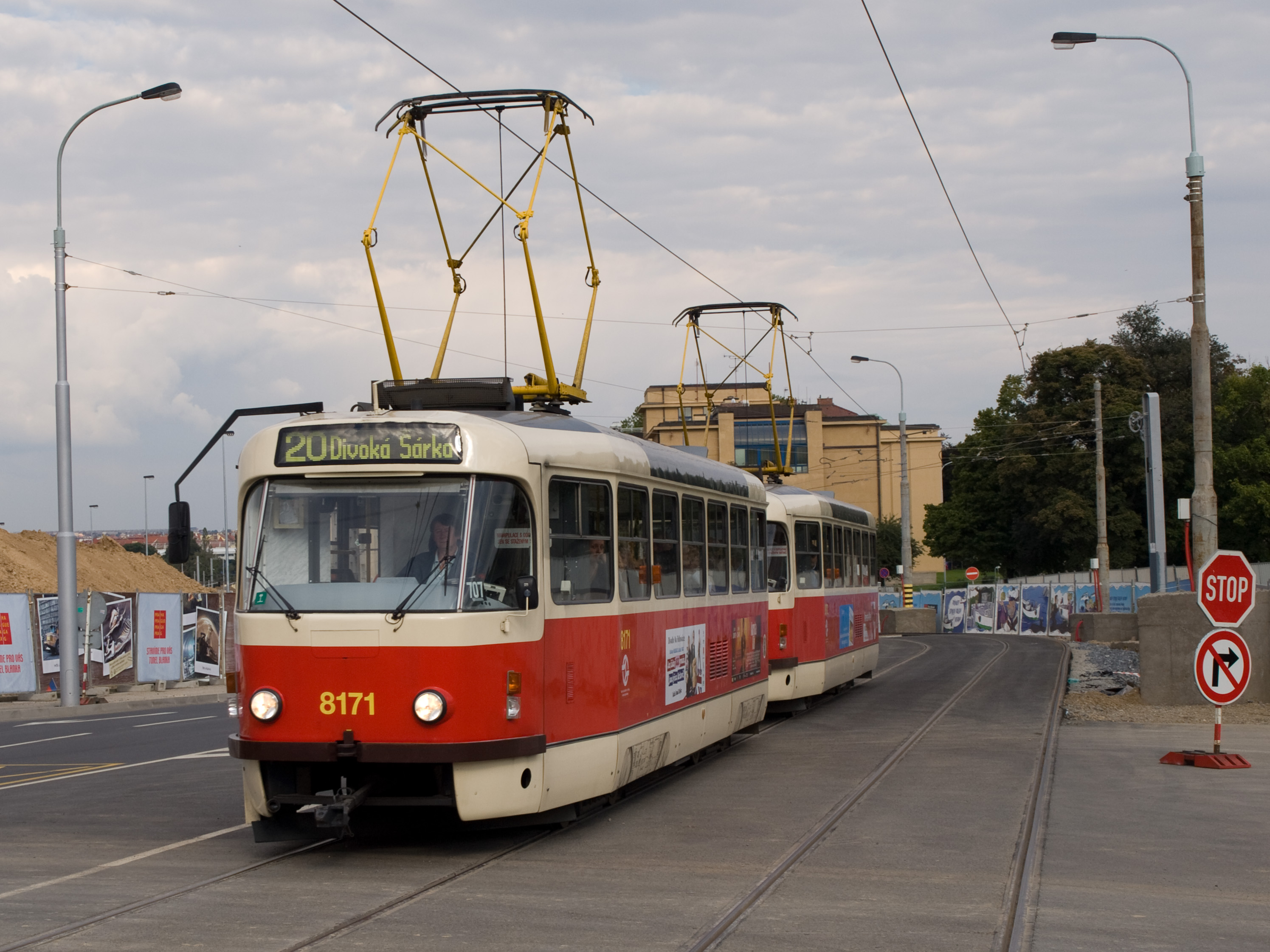
T3R.PV（プラハ）
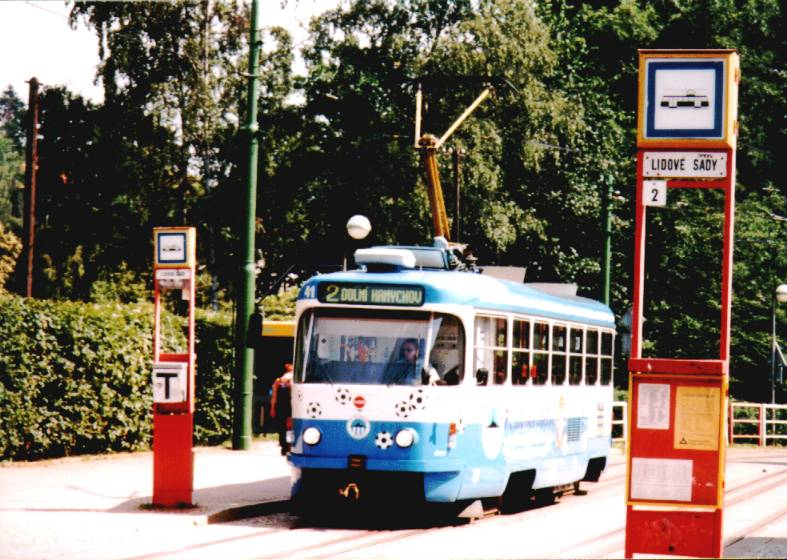
T3R.PV（リベレツ）
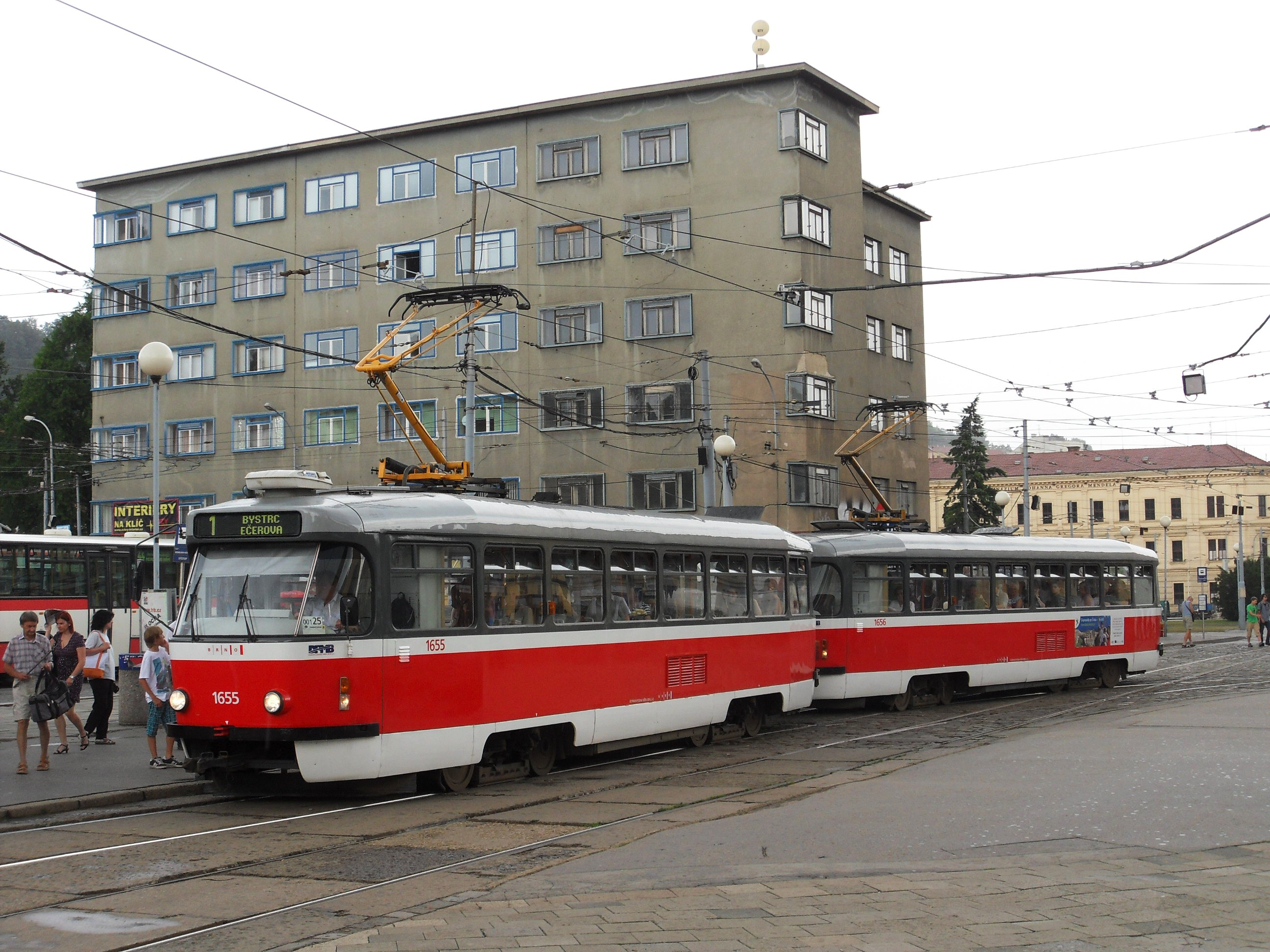
T3R.PV（ブルノ）
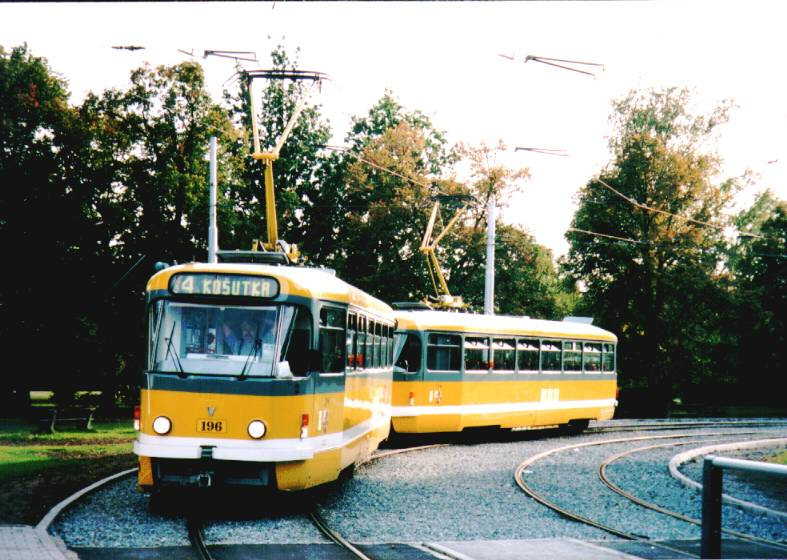
T3R.PV（プルゼニ）
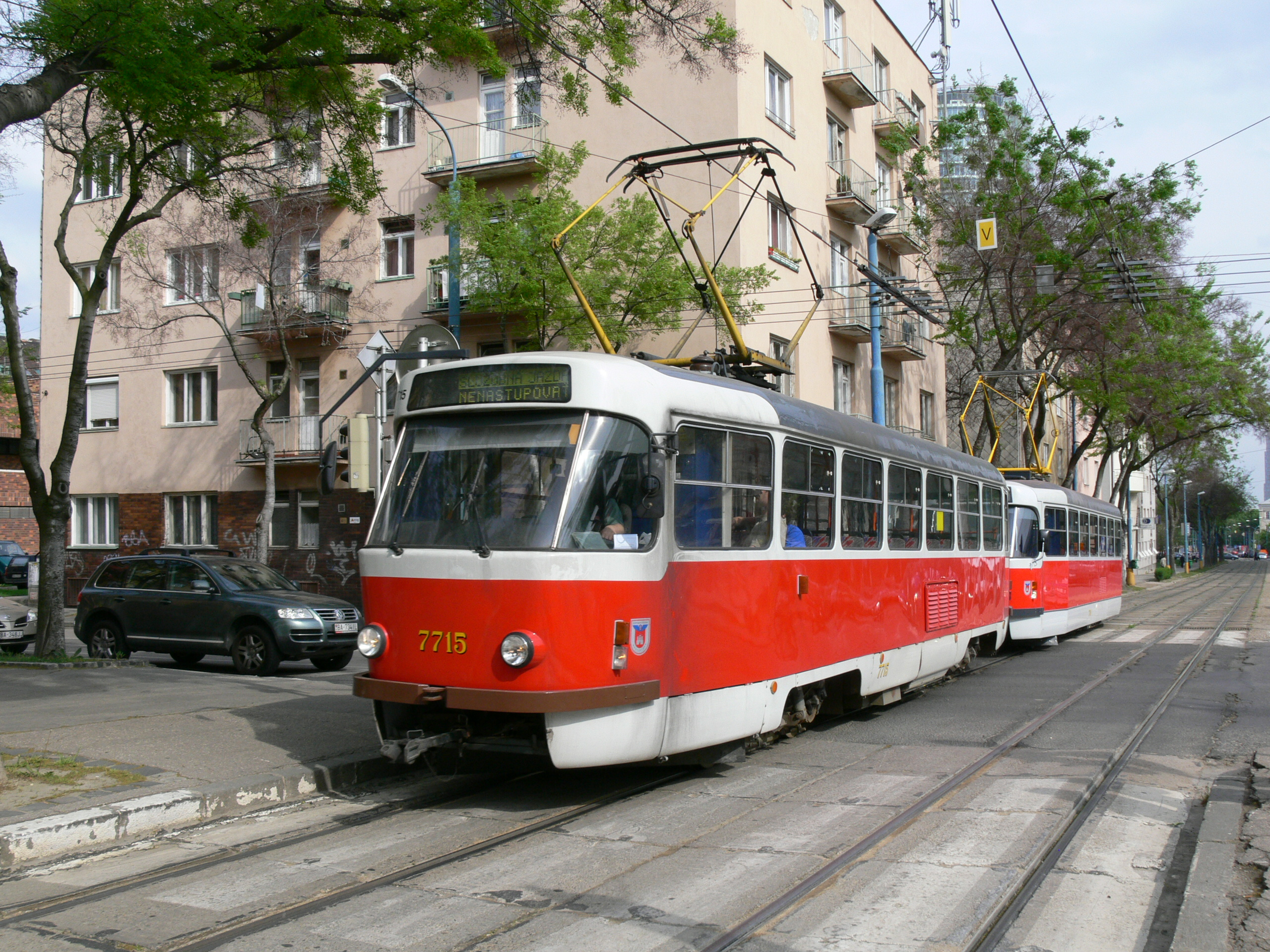
T3R.PV（ブラチスラヴァ）
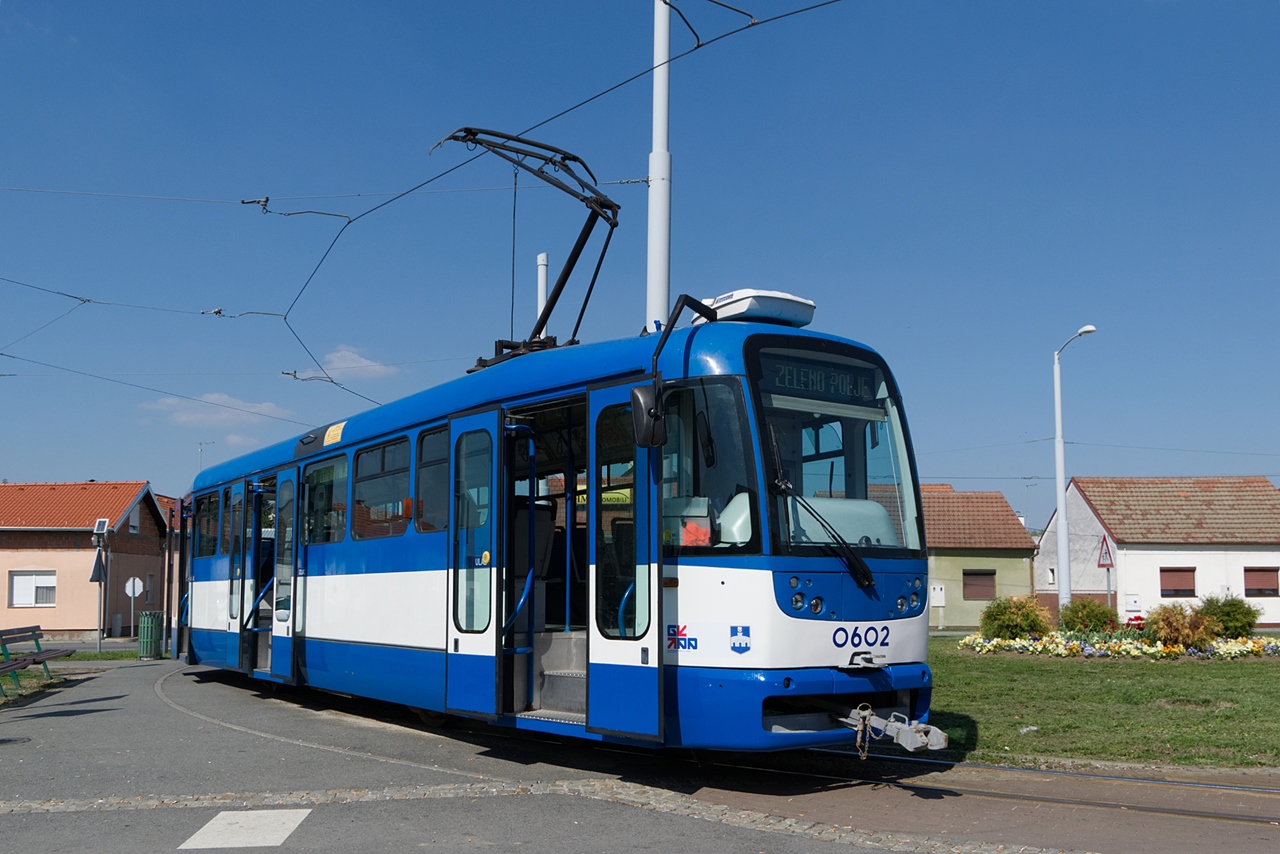
T3R.PV（オシエク）
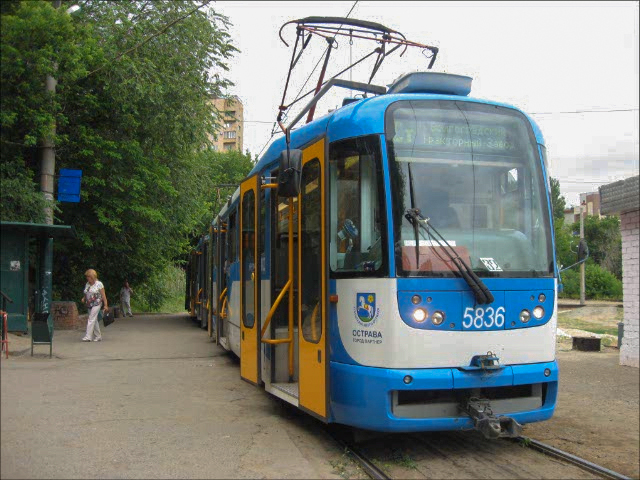
T3R.PV（ヴォルゴグラード）
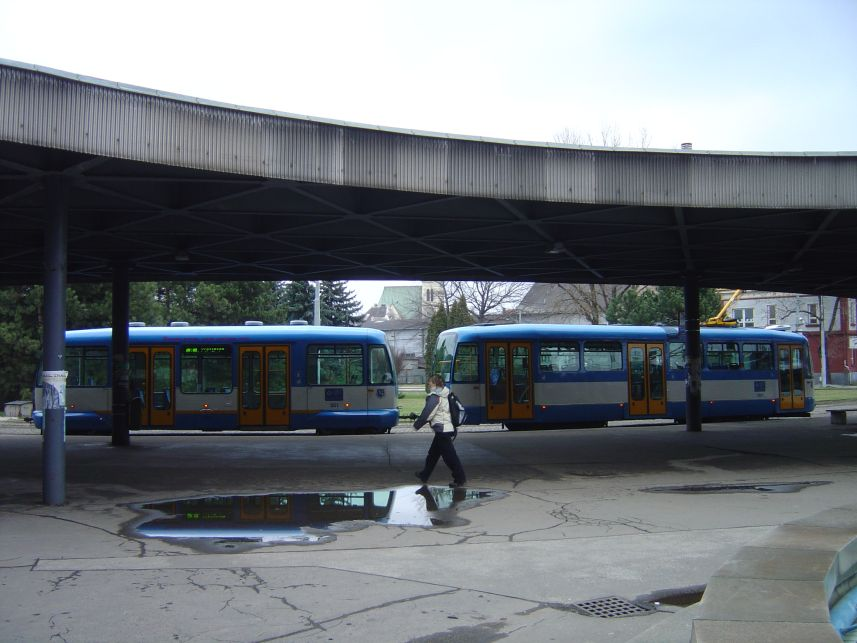
T3R.EV（右、オストラヴァ）